# Чемпионат Москвы по футболу 1927 (осень)
Чемпионат Москвы по футболу 1927 (осень) стал ХХVІІ-м первенством столицы. Он был проведен как единое первенство спортивной Секцией при Московском Губернском Совете Профессиональных Союзов (МГСПС), при участии представителей МГСФК (Московского Городского Совета Физической Культуры), Военведа (Военного ведомства) и «Динамо».
Победителем среди первых команд стала команда «Пищевики».

## Организация и проведение турнира
Осенний чемпионат был единым (объединял как профсоюзные, так и ведомственные команды) и проводился среди 54 клубов (9 групп по 6), каждый из которых выставлял по 3 команды. Чемпионы определялись по каждой из команд и в «клубном зачёте».
В первой группе выступало всего 6 клубов:
- «Трехгорка»
- ОППВ
- «Пищевики»
- «Динамо»
- КОР
- «Металлисты»

По итогам первенства клуб, занявший последнее место, выбывал из первой группы.

## Ход турнира (1 группа, первые команды)
Осенний чемпионат стартовал 3 сентября. Игры прошли в один круг (первоначально предполагалось осеннее первенство сделать двухкруговым, но ввиду занятости футболистов в различных сборных и показательных матчах было принято решение о сокращении первенства; некоторые матчи начавшегося было в августе первого круга были отменены).
На этот раз «Пищевики» уже в первом туре разгромили действующего чемпиона «Трехгорку» и в дальнейшем уверенно победили всех соперников, испытав лишь некоторые трудности в матче с ОППВ.

### Турнирная таблица[5]
| № | Команды      | 1    | 2   | 3   | 4    | 5   | 6   | В | Н | П | М       | О  |
| - | ------------ | ---- | --- | --- | ---- | --- | --- | - | - | - | ------- | -- |
|   | «Пищевики»   |      | 3:0 | 4:0 | 11:1 | 3:2 | 5:0 | 5 | 0 | 0 | 26 — 3  | 15 |
|   | «Динамо»     | 0:3  |     | 3:1 | 5:2  | 3:2 | +:- | 4 | 0 | 1 | 11 — 8  | 13 |
|   | «Трехгорка»  | 0:4  | 1:3 |     | 7:1  | 2:2 | 8:2 | 2 | 1 | 2 | 18 — 12 | 10 |
| 4 | КОР          | 1:11 | 2:5 | 1:7 |      | 2:1 | 2:0 | 2 | 0 | 3 | 8 — 24  | 9  |
| 5 | ОППВ         | 2:3  | 2:3 | 2:2 | 1:2  |     | 1:1 | 0 | 2 | 3 | 8 — 11  | 7  |
| 6 | «Металлисты» | 0:5  | -:+ | 2:8 | 0:2  | 1:1 |     | 0 | 1 | 4 | 3 — 16  | 5  |

### Матчи
| 3 сен | «Пищевики»                                        | 4:0     | «Трехгорка» | им.Томского                       |
| | - П.Канунников 30′ 2:0′ 3:0′ - Вал.Прокофьев 4:0′ | (отчёт) |             | Зрителей: 10 000 Судья: Л.Романов |
| Пищевики: И.Филиппов - Ал.Старостин, Пав.Попов - С.Егоров, Ал.Старостин, Леута - Н.Старостин, П.Канунников, Исаков, П.Артемьев, Вал.Прокофьев Трехгорка: Леонов - Рущинский, В.Лапшин - ... Селин... |                                                   |         |             |                                   |

| 3 сен | «Динамо»                                | 3:2     | ОППВ                             | ОППВ            |
| | - Иванов 25′ 63′ - К.Блинков 84′ (пен.) | (отчёт) | - 6′ П.Савостьянов - 82′ Ковалёв | Зрителей: 8 000 |
| Динамо: Чулков - М.Соколов, Карпенко - Лёнчиков, Лебедев, Мильеранский - Макаров, Иванов, К.Блинков , Маслов, Грузинский ОППВ: В.Матвеев - М.Исаев, Халкиопов - Пахомов, В.Ратов , Никишин - Б.Дубинин, П.Савостьянов, Ковалёв, Тюльпанов, Ганшин |                                         |         |                                  |                 |

| 3 сен | КОР | 2:0 | «Металлисты» |  |

| 11 сен                 | «Пищевики» | 11:1 | КОР | им.Томского      |
|                        |            |      |     | Зрителей: 10 000 |
| Пищевики: И.Филиппов - |            |      |     |                  |

| 11 сен              | ОППВ | 2:2 | «Трехгорка» | ОППВ |
| Трехгорка: Леонов - |      |     |             |      |

Матч «Динамо» - «Металлисты» перенесен (команда «Динамо» участвовала в ведомственном первенстве)
| 25 сен | «Динамо» | +:- (неявка) | «Металлисты» | «Динамо» |
|        |          | (отчёт)      |              |          |

| 18 сен | «Пищевики»                                   | 3:2     | ОППВ                 | ОППВ                             |
| | - П.Канунников 35′ ~40′ - Вал.Прокофьев ~45′ | (отчёт) | - И.Осокин 11′ - 2т′ | Зрителей: 6 000 Судья: Л.Романов |
| Пищевики: И.Филиппов - ..., Пав.Попов - С.Егоров, ..., Леута - Н.Старостин, П.Канунников, Исаков, П.Артемьев, Вал.Прокофьев ОППВ: ... - М.Исаев, Пчеликов - Пахомов, В.Ратов, Никишин - Б.Дубинин, ..., И.Осокин, ..., Ганшин |                                              |         |                      |                                  |

| 18 сен | «Динамо»                              | 5:2     | КОР                          | КОР                              |
| | - Павлов 48′ 59′ 76′ 83′ - Иванов 52′ | (отчёт) | - 30′ Сорокин - 43′ Колодный | Зрителей: 6 000 Судья: Я.Медовар |
| Динамо: Шимкунас - М.Соколов, Карпенко - Лёнчиков, К.Блинков , Филиппов - Титов, Спиридонов, Маслов (46' Павлов), Иванов, Грузинский КОР: Петров - Фёдоров, Хрусталёв - Майоров, Аронов, Чеснов - Сорокин, Б.Дементьев , М.Загрядсков, Семёнов, Колодный |                                       |         |                              |                                  |

| 18 сен | «Трехгорка» | 8:2 | «Металлисты» |  |

| 25 сен | КОР | 3:2 | ОППВ | ОППВ |

Матч «Динамо» - «Трехгорка» перенесен (на этот день был запланирован матч «Динамо» - «Металлисты»)
| 9 окт | «Динамо»                      | 3:1     | «Трехгорка»  | «Красная Пресня» |
| | - Иванов 41′ - Павлов 75′ 80′ | (отчёт) | - 8′ А.Холин | Зрителей: 7 000  |
| Динамо: Чулков - М.Соколов, Карпенко - Лёнчиков, Селин , Филиппов - Макаров, К.Блинков, Маслов, Иванов, Павлов, Мидлер Трехгорка: Леонов - Рущинский , Вас.Лапшин - В.Дубинин, Сушков, Пахомов - Т.Григорьев, Мельников, Бухтеев, Елисеев, А.Холин |                               |         |              |                  |

Матч «Пищевики» - «Металлисты» перенесен (на этот день был запланирован матч «Динамо» - «Металлисты»)
| ? окт | «Пищевики» | 5:0 | «Металлисты» |  |

| 2 окт | ОППВ | 1:1 | «Металлисты» | «металлистов» |

| 2 окт | «Пищевики»                                       | 3:0     | «Динамо» | им.Томского                       |
| | - Исаков 12′ - П.Канунников 28′ - П.Артемьев 33′ | (отчёт) |          | Зрителей: 8 000 Судья: В.Рябоконь |
| Пищевики: И.М.Филиппов - Ал.Старостин, П.Попов - С.Егоров, И.Артемьев , Леута - Н.Старостин, П.Артемьев, Исаков, П.Канунников, Вал.Прокофьев Динамо: Чулков - М.Соколов, Карпенко - Лёнчиков, К.Блинков , Лебедев - Макаров, Титов, Иванов, Спиридонов (46' Павлов), Грузинский |                                                  |         |          |                                   |

| 2 окт | «Трехгорка» | 7:1 | КОР | «Красная Пресня» |

### Традиционный матч
Турнир «Чемпион Москвы против сборной Москвы»:
| 6 ноя | «Пищевики» | 5:1 | Москва (сборная МГСПС) | им.Томского |

## Клубный зачет

### Первая группа
- II команды — «Пищевики»
- III команды — ОППВ
- «клубный зачет» — «Пищевики» (последняя команда — «Металлисты»)

### Вторая группа
- «клубный зачет» — РКимА

### Третья группа
- «клубный зачет» — «Красный луч»